# Лактишко језеро
Лактишко језеро (блр. Вадасховішча Лактышы; рус. Водохранилище Локтыши) вештачко је језеро у јужном делу Републике Белорусије. 
Саграђено је на реци Лањ, са самој граници Ганцавичког рејона Брестске и Клецког рејона Минске области, на око 20 км источно од града Ганцавичи. На северним обалама је село Лактиши, а на јужним Будча.
Саграђено је 1977, а основна намена му је наводњавање околних пољопривредних површина и обезбеђивање стабилног притока свеже воде оближњем рибогојилишту у селу Лактиши.
Површина језера је 15,9 км², док сливно подручје обухвата басен површине 940 км². Обале око језера су доста мочварне и тресетасте, а само дно је доста равно и муљевито. Максимална дубина је до 4,9 метара, а годишње колебање нивоа језера је до 2 метра. Запремина језера је у просеку око 50,2 км³.